# Kabinett Fenech Adami I
Das maltesische Kabinett Fenech Adami I wurde am 12. Mai 1987 von Premierminister Edward „Eddie“ Fenech Adami von der Partit Nazzjonalista (PN) gebildet. Es löste das Kabinett Mifsud Bonniċi ab und befand sich bis zum 3. Mai 1990 im Amt.

## Geschichte

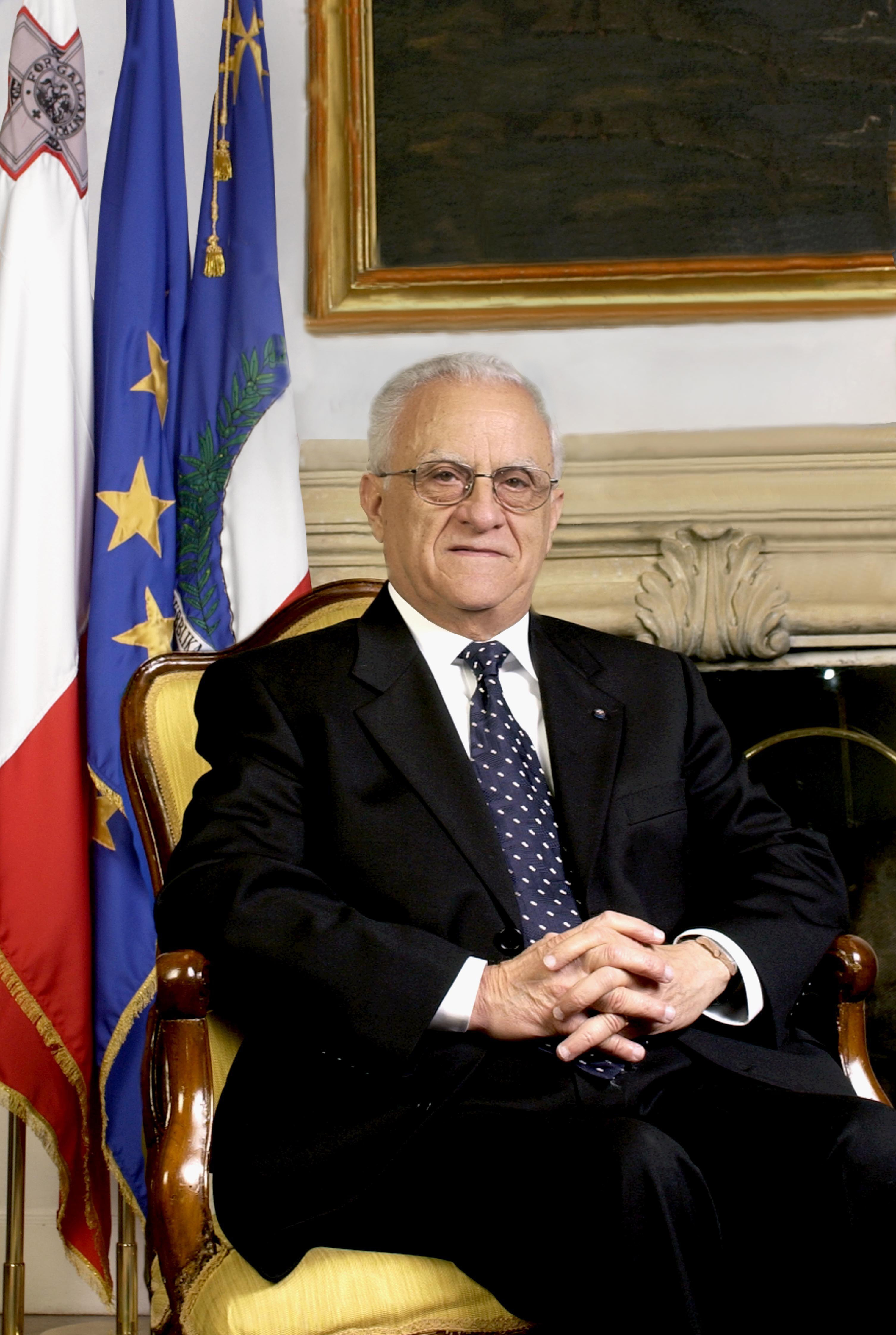
Edward Fenech Adami

Bei den Wahlen zum Repräsentantenhaus am 9. Mai 1987 erlitt die die bislang regierende Partit Laburista (PL) von Premierminister Carmelo „Karmenu“ Mifsud Bonniċi eine knappe Niederlage gegen die bisher oppositionelle Partit Nazzjonalista (PN) unter ihrem Vorsitzenden Eddie Fenech Adami. Die PN erzielte 119.721 Wählerstimmen (50,9 Prozent) und konnte sich um vier Mandate verbessern, sodass sie nunmehr über 35 Abgeordnetensitze im Repräsentantenhaus verfügte. Die PL von Mifsud Bonniċi kam auf 114.936 Stimmen (48,9 Prozent) und behielt ihre 34 Sitze, da die Anzahl der Mandate im Repräsentantenhaus von 65 auf 69 erhöht wurde.
Daraufhin löste Fenech Adami am 12. Mai 1987 Mifsud Bonniċi als Premierminister ab und bildete im Anschluss sein erstes Kabinett. Dieses war die erste Regierung der Partit Nazzjonalista nach fast 16 Jahren. Einer der Gründe des Wahlsieges der PN war, dass sie sich für die Beendigung des Streits mit der römisch-katholischen Kirche eingetreten war, deren sämtliche Kirchengüter auf den Inseln am 29. Juni 1983 durch das damalige vierte Kabinett Mintoff enteignet worden waren.
Vom 2. bis 4. Dezember 1989 fand auf Malta zur Amtszeit von Staatspräsident Ċensu Tabone ein Treffen zwischen dem seit 1985 in der Sowjetunion (UdSSR) an der Macht befindlichen Generalsekretär der KPdSU, Michail Gorbatschow und dem am 20. Januar 1989 in der Nachfolge von Ronald Reagan neu im Amt befindlichen US-Präsidenten George Bush statt. Die Gespräche und Verhandlungen konnten infolge eines anhaltenden heftigen Sturmes nicht – wie vorgesehen – abwechselnd auf den beiden Kriegsschiffen Slawa und USS Belknap abgehalten werden, sondern fanden auf dem russischen Kreuzfahrtschiff „Maxim Gorki“ statt. Erstmals endete ein sowjetisch-amerikanisches Treffen mit einer gemeinsamen Pressekonferenz. Gorbatschow bezeichnete das Treffen als „Der Anfang vom Ende des Kalten Krieges“.
Im Gegensatz zu den Regierungen der PL, insbesondere während der Amtszeit des langjährigen Premierministers Dom Mintoff, erfolgte während der Amtszeit von Premierminister Fenech Adami eine stärkere Orientierung an die westlichen Demokratien. Nach einer umfassenden Regierungsumbildung bildete Fenech Adami am 3. Mai 1990 sein zweites Kabinett.

## Kabinett
Dem Kabinett gehörten folgende Minister an:
| Amt                                 | Name                                     | Partei               | Anmerkungen |
| ----------------------------------- | ---------------------------------------- | -------------------- | --- |
| Premierminister                     | Edward „Eddie“ Fenech Adami              | Partit Nazzjonalista | |
| Minister für Justiz und Inneres     | Guido de Marco                           | Partit Nazzjonalista | |
| Außenminister                       | Ċensu Tabone Edward „Eddie“ Fenech Adami | Partit Nazzjonalista | Tabone: Amtszeit 12. Mai 1987 bis zum Rücktritt am 16. März 1989 Rücktritt wegen der Wahl zum Staatspräsidenten Fenech Adami: Amtszeit 16. März 1989 bis 3. Mai 1990 |
| Bildungsminister                    | Ugo Mifsud Bonniċi                       | Partit Nazzjonalista | |
| Sozialminister                      | Louis Galea                              | Partit Nazzjonalista | |
| Finanzminister                      | George Bonello Dupuis                    | Partit Nazzjonalista | |
| Infrastrukturminister               | Michael Falzon                           | Partit Nazzjonalista | |
| Minister für Produktionsentwicklung | Lawrence Gatt                            | Partit Nazzjonalista | |
| Minister für tertiäre Entwicklung   | Emanuel Bonnici                          | Partit Nazzjonalista | |
| Minister für Gozo                   | Anton Tabone                             | Partit Nazzjonalista | |

Dem Kabinett gehörten folgende Parlamentarische Sekretäre an:
| Amt                                                       | Name                  | Partei               | Anmerkungen                        |
| --------------------------------------------------------- | --------------------- | -------------------- | ---------------------------------- |
| Parlamentarischer Sekretär für Gesundheit                 | George Hyzler         | Partit Nazzjonalista |                                    |
| Parlamentarischer Sekretär für Senioren                   | John Rizzo Naudi      | Partit Nazzjonalista |                                    |
| Parlamentarischer Sekretär für Wohnungsbau                | Joe Cassar            | Partit Nazzjonalista |                                    |
| Parlamentarischer Sekretär für Wasser und Energie         | Anthony „Ninu“ Zammit | Partit Nazzjonalista |                                    |
| Parlamentarischer Sekretär für Post und Telekommunikation | Pierre Muscat         | Partit Nazzjonalista | Am 5. April 1990 im Amt verstorben |
| Parlamentarischer Sekretär für Industrie                  | John Dalli            | Partit Nazzjonalista |                                    |
| Parlamentarischer Sekretär für Tourismus                  | Michael Refalo        | Partit Nazzjonalista |                                    |
| Parlamentarischer Sekretär für maritime Angelegenheiten   | Joe Fenech            | Partit Nazzjonalista |                                    |